# Pholis
Pholis – rodzaj morskich ryb z rodziny ostropłetwcowatych.

## Klasyfikacja
Gatunki zaliczane do tego rodzaju:

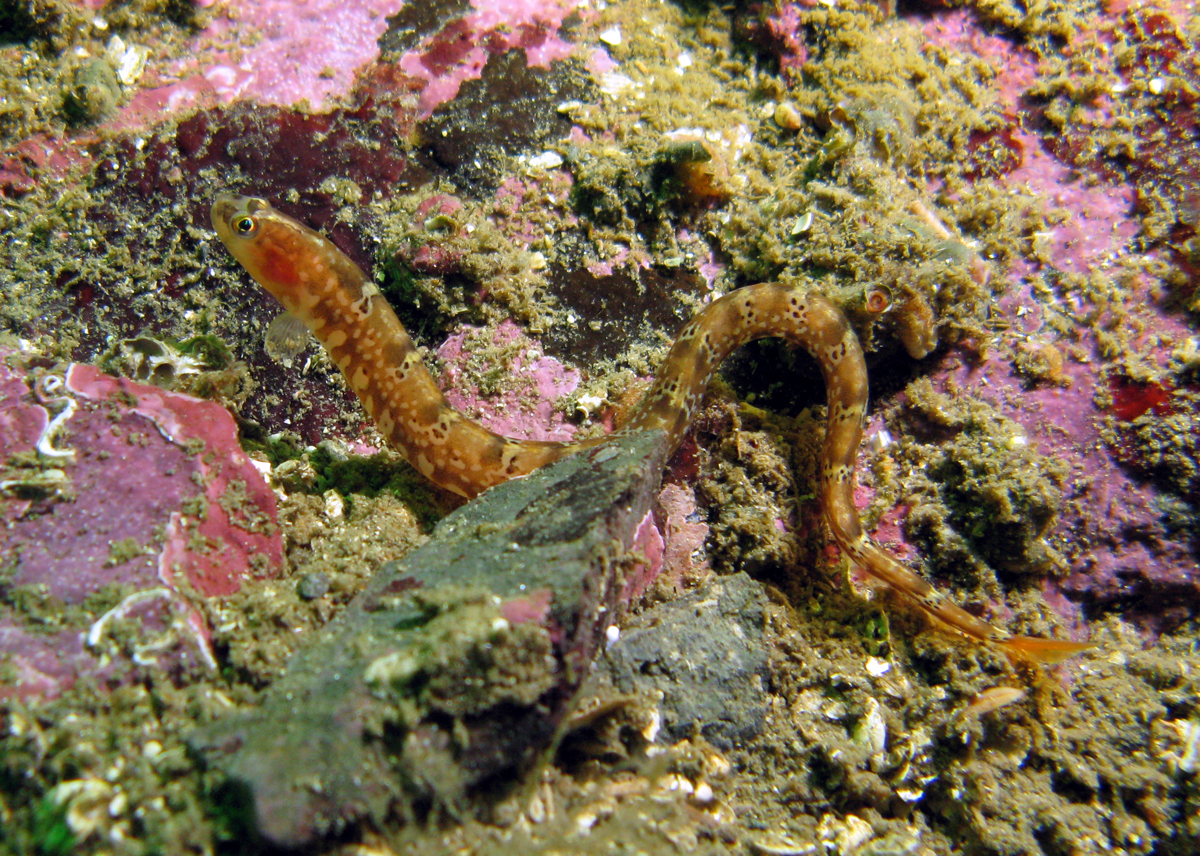
Pholis clemensi
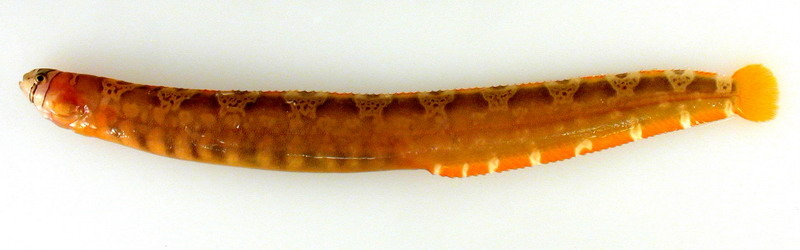
Pholis crassispina
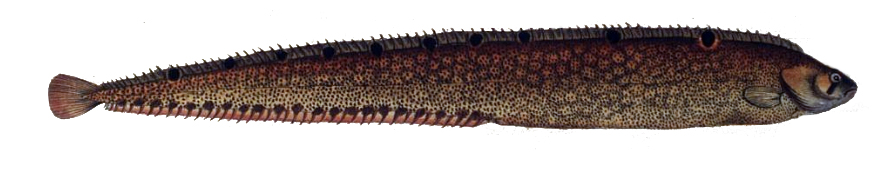
Pholis fangi
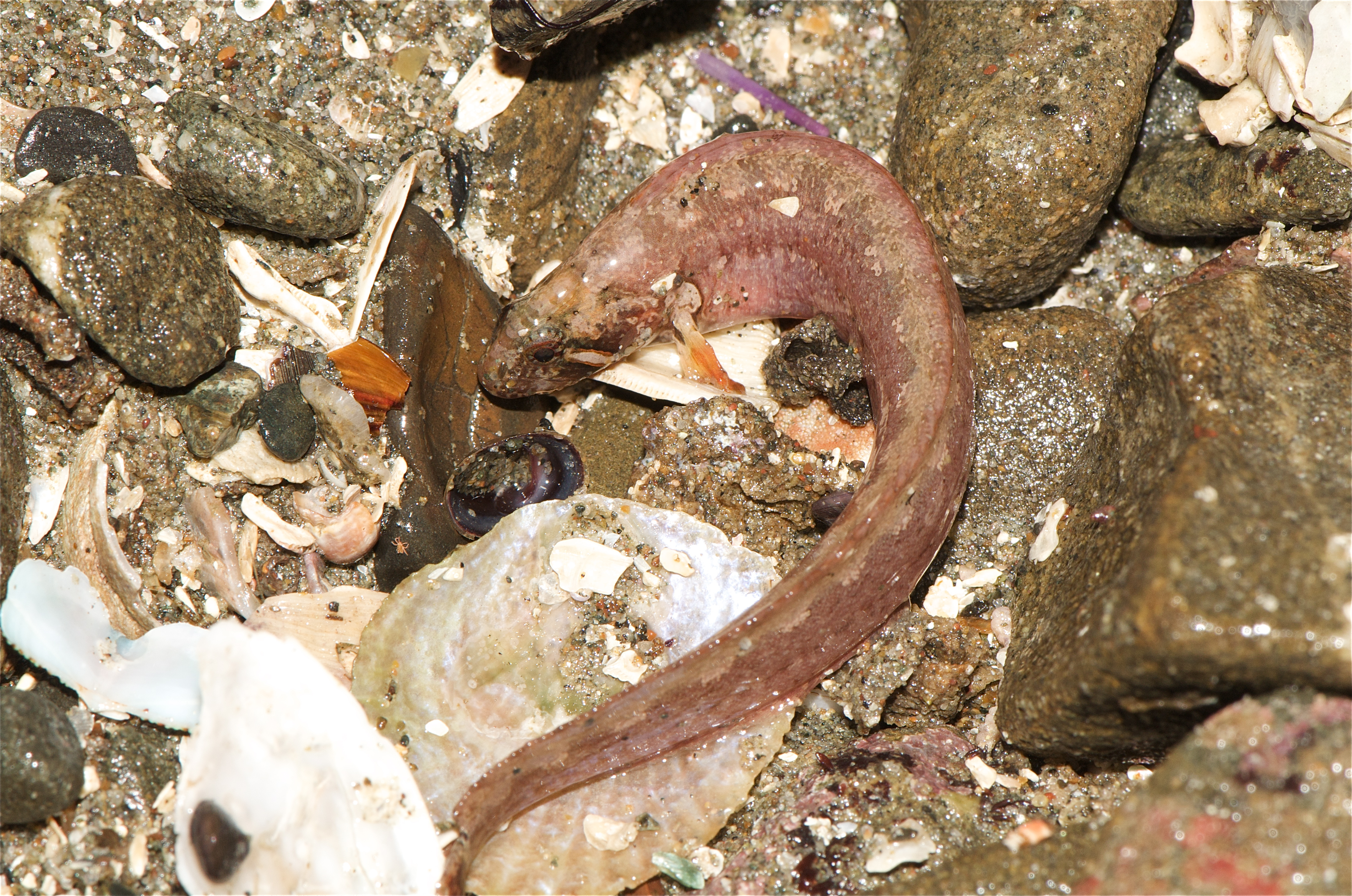
Pholis fasciata
- Pholis gunnellus – ostropłetwiec[potrzebny przypis]
- Pholis laeta – ostropłetwiec nawiaskowy[potrzebny przypis]
- Pholis nea
- Pholis nebulosa
- Pholis ornata
- Pholis picta
- Pholis schultzi

- Pholis clemensi
- Pholis fasciata
- Pholis gunnellus
- Pholis ornata